# 尖叶罗伞
尖叶罗伞（学名：Brassaiopsis acuminata）是五加科罗伞属的植物，是中国的特有植物。分布于中国大陆的云南等地，生长于海拔1,500米的地区，多生长于密林中，目前尚未由人工引种栽培。

## 别名
披针叶柏那参（植物分类学报增刊）

## 异名
- Brassaiopsis acuminata H. L. Li var. multiflora Hoo